# Emma Verona Johnston
Emma Verona (Calhoun) Johnston (Indianola, 6 augustus 1890 – Worthington, 1 december 2004) was op het moment van haar overlijden de op-één-na-oudste persoon ter wereld (na Henny van Andel-Schipper), voor zover toen bekend en erkend.
Emma Verona Johnston werd geboren in Indianola, Iowa. Ze was de achtste van negen kinderen van een veteraan uit de Amerikaanse Burgeroorlog. Ze studeerde in 1912 af aan de Drake University in Des Moines, waar ze Latijn studeerde. Op 98-jarige leeftijd verhuisde ze naar Ohio om bij haar dochter en schoonzoon te wonen. Ze behield tot op hoge leeftijd een goede gezondheid: op de leeftijd van 110 was ze nog in staat een trap op te lopen en kon ze nog actief deelnemen aan conversaties.